# Trigonoptera sumbawana
Trigonoptera sumbawana là một loài bọ cánh cứng trong họ Cerambycidae.